# 宇田郷村
宇田郷村（うたごうそん）は、山口県阿武郡にあった村。現在の阿武町大字宇田・惣郷にあたる。

## 地理
- 海洋 ： 日本海
- 山岳 ： 白須山、神宮山、床並山

## 歴史
- 1889年（明治22年）4月1日 - 町村制の施行により、宇田村・惣郷村の区域をもって発足。
- 1955年（昭和30年）1月1日 - 奈古町・福賀村と合併して阿武町が発足。同日宇田郷村廃止。

## 交通

### 鉄道路線
- 日本国有鉄道
  - 山陰本線
    - 宇田郷駅